# Giro di Sardegna
Giro di Sardegna ("Sardinien runt") var ett årligt etapplopp i landsvägscykling som avhölls på Sardinien. Loppet, som vanligen bestod av fem eller sex etapper (undantagsvis fyra eller sju), har inte arrangerats sedan 2011. Upplagorna 1996 och 1997 samkördes med Settimana Ciclistica Internazionale di Coppi e Bartali

## Segrare
2011  Peter Sagan
2010  Roman Kreuziger
2009  Daniele Bennati
1998–2008 ej arrangerat
1997  Roberto Petito
1996  Gabriele Colombo
1984–1995 ej arrangerat
1983  Gregor Braun
1982  Giuseppe Saronni
1981 ej arrangerat
1980  Gregor Braun
1979 ej arrangerat
1978  Knut Knudsen
1977  Freddy Maertens
1976  Roger De Vlaeminck
1975  Eddy Merckx
1974  Rik Van Linden
1973  Eddy Merckx
1972  Marino Basso
1971  Eddy Merckx
1970  Patrick Sercu
1969  Claudio Michelotto
1968  Eddy Merckx
1967  Luciano Armani
1966  Jacques Anquetil
1965  Rik Van Looy
1964  Vittorio Adorni
1963  Arnaldo Pambianco
1962  Rik Van Looy
1961  Emile Daems
1960  Jo de Roo
1959  Rik Van Looy
1958  Antonin Rolland